# Jean-Baptiste Barralis
Pour les articles homonymes, voir Barralis.
Jean-Baptiste Barralis (en italien : Giovanni Battista Barralis) est un homme politique italien libéral, député de la province de Nice au parlement du royaume de Sardaigne de mai 1848 à novembre 1849.

## Biographie
Jean-Baptiste Barralis est élu député dans le collège électoral de Sospel en 1848.